# Иван Царевич и Серый Волк 2
«Иван Царевич и Серый Волк 2» — российский полнометражный анимационный фильм студии «Мельница» и кинокомпании «СТВ». Вышел в прокат 26 декабря 2013 года.

## Сюжет
Иван и Василиса уже год, как женаты, и пока царевич пропадает на государственной службе, вместе с верным Волком выполняя всякие хозяйственные дела, Василиса тоскует в одиночестве, мечтая о романтике и приключениях. После того, как Кот читает ей поэму про Руслана и Людмилу, Василиса решает действовать, и начинает организовывать бал для гостей. Ивану это не нравится: он считает, что женщина должна сидеть дома, да детей рожать, а не лезть в его мужские дела.
Между супругами происходит большая ссора. Чтобы их помирить, царь вместе с Котом и Волком придумывают план: мол, злодей похищает Василису, Иван кинется её спасать, начнёт утешать, и вот уже их отношения восстановлены. На роль злодея был выбран бывший злой колдун Черномор из той самой басни, который после утраты своей волшебной бороды сделался артистом, и теперь мечтает о трагической главной роли в театре. В обмен на роль Отелло в театре Тридевятого царства, Черномор соглашается устроить похищение.
Но всё идёт не по их плану: Иван совершенно не вовремя застаёт у Василисы в спальне постороннего мужчину, узнаёт о похищении, выходит из себя и звереет. Опасаясь физической расправы (в злодейском прошлом его часто сильно били), Черномор соглашается надеть обратно бороду, которую ему подкидывает его сестра Наина — говорящая летучая мышь. Борода крепко приклеивается, артист снова становится злым колдуном, и уносит Василису в своё злодейское логово, похитив её уже по-настоящему, а Наина превращается в молодую женщину. Завидующая Василисе русалка направляет Ивана и Волка по ложному следу, и герои отправляются на Луну, повторив подвиг барона Мюнхгаузена, совершившего полёт на пушечном ядре.
В злодейском убежище Василиса, узнав правду про Черномора, расстраивается и сильно бьёт его по голове; борода полностью отваливается, и злодей обратно становится артистом. Из-за этого Наина, вызвавшая интерес у царя в облике женщины, превращается обратно в летучую мышь, и вызывает интерес теперь уже у Кота, решившего употребить её в свою пищу, как и полагается коту. Черномор выходит на связь с царём, и объясняет ему суть положения.
Высадившиеся на Луне Иван с Волком отправляются искать Василису, попутно узнавая, что на Луне о чём ни подумаешь, то и сбудется. Совершенно случайно герои вызывают метеоритный дождь, прячутся в пещере, где на них нападают сначала воображаемые саблезубые медведи, а потом и воображаемые мамонты. С трудом выбравшись, друзья получают звонок от царя, растолковавшего им истинное положение дел. Силой воображения Иван создаёт телескоп, с его помощью находит Василису, а Волк создаёт космическую ракету на человеческих ножках. В своём убежище Черномор опять становится злым (Наина, не желающая быть мышью, снова подкидывает ему бороду), и, выведенный из себя насмешками со стороны Василисы, решает уничтожить полностью Тридевятое царство. К счастью, вовремя подоспевают Иван с Волком на ракете, а за ними и богатыри, тоже прилетевшие на пушечных ядрах.
Завязывается масштабная космическая битва, в ходе которой борода оказывается то у Черномора, то у Ивана, то у совы. Но всё заканчивается благополучно, герои возвращаются на Землю, а богатыри вместе с окончательно подобревшим Черномором дают большой концерт.

## В ролях
| Актёр                 | Роль                           |
| --------------------- | ------------------------------ |
| Никита Ефремов        | Иван Царевич                   |
| Александр Боярский    | Серый Волк                     |
| Татьяна Бунина        | Василиса                       |
| Михаил Боярский       | Кот учёный                     |
| Иван Охлобыстин       | Царь                           |
| Ирина Рахманова       | Лягушка                        |
| Максим Сергеев        | Черномор                       |
| Андрей Лёвин          | Черномор (вокал)               |
| Анатолий Петров       | Старшина / продавец телескопов |
| Елена Шульман         | Русалка                        |
| Екатерина Гороховская | Наина                          |
| Олег Куликович        | директор цирка                 |

## Награды
- В 2014 году фильм был награждён премией «Золотой орёл» за лучший анимационный фильм[1].